# WASP-20b
| 木星 | WASP-20b  |
| ---- | --------- |
| 木星 | Exoplanet |

WASP-20bとは地球から見てくじら座の方向に約680光年離れた位置にあるF型主系列星WASP-20を公転している太陽系外惑星である。主星からわずか900万kmの距離を4.9日で公転しているホット・ジュピターだとされている。